# Trevor White (sciatore)
Trevor White (Calgary, 27 aprile 1984) è un ex sciatore alpino canadese.

## Biografia
Attivo in gare FIS dal dicembre del 1999, White in Nor-Am Cup esordì il 6 gennaio 2001 a Lake Louise in discesa libera (93º) e colse il primo podio il 5 gennaio 2008 a Sunday River in slalom speciale (2º). Pochi giorni più tardi,  il 20 gennaio, debuttò in Coppa del Mondo nello slalom speciale tenutosi a Kitzbühel, senza qualificarsi per la seconda manche; il 2 dicembre dello stesso anno ottenne a Loveland in slalom speciale la sua unica vittoria in Nor-Am Cup.
Il 25 gennaio 2009 conquistò a Kitzbühel in slalom speciale il suo miglior piazzamento in Coppa del Mondo (8º) e ai successivi Mondiali di Val-d'Isère 2009, suo esordio iridato, non completò lo slalom speciale. Ai XXI Giochi olimpici invernali di Vancouver 2010, sua unica presenza olimpica, si classificò 31º nello slalom speciale; l'anno dopo ai Mondiali di Garmisch-Partenkirchen 2011, suo congedo iridato, nella medesima specialità si piazzò 20º.
Sempre in slalom speciale il 13 dicembre 2012 ottenne a Panorama il suo ultimo podio in Nor-Am Cup (3º) e il 27 gennaio 2013 disputò la sua ultima gara in Coppa del Mondo, a Kitzbühel, senza completarla. Si ritirò al termine di quella stessa stagione 2012-2013 e la sua ultima gara in carriera fu lo slalom speciale dei Campionati canadesi 2013, il 27 marzo a Whistler, chiuso da White al 4º posto.

## Palmarès

### Coppa del Mondo
- Miglior piazzamento in classifica generale: 87º nel 2011

### Coppa Europa
- Miglior piazzamento in classifica generale: 58º nel 2010
- 1 podio:
  - 1 vittoria

#### Coppa Europa - vittorie
| Data            | Località           | Paese   | Specialità |
| --------------- | ------------------ | ------- | ---------- |
| 18 gennaio 2010 | Kirchberg in Tirol | Austria | SL         |

Legenda:

SL = slalom speciale

### Nor-Am Cup
- Miglior piazzamento in classifica generale: 11º nel 2008
- 6 podi:
  - 1 vittoria
  - 2 secondi posti
  - 3 terzi posti

#### Nor-Am Cup - vittorie
| Data            | Località | Paese       | Specialità |
| --------------- | -------- | ----------- | ---------- |
| 2 dicembre 2008 | Loveland | Stati Uniti | SL         |

Legenda:

SL = slalom speciale

### Australia New Zealand Cup
- Miglior piazzamento in classifica generale: 32º nel 2011
- 1 podio:
  - 1 terzo posto

### Campionati canadesi
- 2 medaglie[1]:
  - 2 argenti (slalom speciale nel 2009; slalom speciale nel 2012)